# Österreichische Meisterschaften im Skilanglauf 2016
Die Österreichischen Meisterschaften im Skilanglauf 2016 begannen am 16. August 2015 mit den Skirollerrennen auf dem Salzburgring und am 12. September 2015 am Gaisberg. Die Einzelrennen und die anschließenden Verfolgungsrennen wurden am 30. und 31. Januar 2016 in Saalfelden ausgetragen. Die Massenstartrennen und die Sprintrennen fanden am 18. und 19. März 2016 in Seefeld in Tirol statt.

## Ergebnisse Herren

### Sprint Freistil
| Platz | Name               | Verein                |
| ----- | ------------------ | --------------------- |
| 1     | Bernhard Tritscher | SC Saalfelden         |
| 2     | Paul Gerstgraser   | SV Schwarzach         |
| 3     | Niklas Liederer    | WSV Ramsau/Dachstein  |
| 4     | Luis Stadlober     | SC Sparkasse Radstadt |
| 5     | Franz Josef Rehrl  | WSV Ramsau/Dachstein  |
| 6     | Raphael Bechtiger  | LLC Region Angerberg  |
| 7     | Kevin Plessnitzer  | WSV Ramsau/Dachstein  |
| 8     | Tobias Habenicht   | SU Klagenfurt         |

Datum: 18. März in Seefeld 

Am Start waren 19 Teilnehmer. Das Rennen der U20 mit 13 Teilnehmern gewann Tobias Riedlsperger.

### 10 km klassisch Einzel
| Platz | Name                | Verein                | Zeit        |
| ----- | ------------------- | --------------------- | ----------- |
| 1     | Sergey Malyshev     | Kasachstan            | 22:46,3 min |
| 2     | Peter Mlynár        | Slowakei              | 23:02,6 min |
| 3     | Jewgeni Welitschko  | Kasachstan            | 23:03,5 min |
| 4     | Luis Stadlober      | SC Sparkasse Radstadt | 23:16,5 min |
| 5     | Tobias Riedlsperger | SC Saalfelden         | 23:23,8 min |
| 6     | Imanol Rojo         | Spanien               | 23:33,1 min |
| 7     | Felix Deiser        | SVG Hohe Wand         | 23:37,0 min |
| 8     | Benjamin Moser      | SV Achensee           | 23:37,8 min |
| 9     | Andrei Kotenko      | Kasachstan            | 23:38,6 min |
| 10    | Mark Starostin      | Kasachstan            | 23:38,8 min |

Datum: 30. Januar in Saalfelden 

Es waren 71 Läufer am Start. Ausländische Teilnehmer erhielten keine Medaillen.

### 10 km Verfolgung
| Platz | Name               | Verein                | Zeit         |
| ----- | ------------------ | --------------------- | ------------ |
| 1     | Sergey Malyshev    | Kasachstan            | 44:56,2 min  |
| 2     | Peter Mlynár       | Slowakei              | 45:52,0 min  |
| 3     | Jewgeni Welitschko | Kasachstan            | 45:55,2 min. |
| 4     | Imanol Rojo        | Spanien               | 46:04,5 min  |
| 5     | Mark Starostin     | Kasachstan            | 46:07,5 min  |
| 6     | Andrei Kotenko     | Kasachstan            | 46:17,2 min  |
| …     | …                  |                       |              |
| 12    | Luis Stadlober     | SC Sparkasse Radstadt | 47:14,1 min  |
| 13    | Tobias Habenicht   | SC Saalfelden         | 47:16,1 min  |
| 14    | Simon Kugler       | Union Liebenau        | 47:17,0 min  |

Datum: 31. Januar in Saalfelden 

Es waren 57 Läufer am Start. Ausländische Teilnehmer erhielten keine Medaillen.

### 30 km Freistil Massenstart
| Platz | Name                    | Verein                | Zeit         |
| ----- | ----------------------- | --------------------- | ------------ |
| 1     | Bernhard Tritscher      | SC Saalfelden         | 1:08:08,4 h. |
| 2     | Paul Gerstgraser        | SV Schwarzach         | 1:10:20,5 h. |
| 3     | Luis Stadlober          | SC Sparkasse Radstadt | 1:10:22,2 h. |
| 4     | Kevin Plessnitzer       | WSV Ramsau/Dachstein  | 1:10:22,9 h. |
| 5     | Niklas Liederer         | WSV Ramsau/Dachstein  | 1:10:23,7 h. |
| 6     | Bernhard Flaschberger   | TUS St. Veit          | 1:10:26,4 h. |
| 7     | Johannes Fabian Kattnig | SU Rosenbach          | 1.10:44,2 h. |
| 8     | Clemens Blassnig        | SC Saalfeld           | 1:11:32,5 h. |
| 9     | Lukas Greiderer         | HSV-Absam-Bergisel    | 1:11:33,4 h. |
| 10    | Thomas Jöbstl           | SG Klagenfurt         | 1:11:34,3 h. |

Datum: 19. März in Seefeld 

Es waren 45 Läufer am Start.

### 30 km Skiroller
| Platz | Name               | Verein                | Zeit        |
| ----- | ------------------ | --------------------- | ----------- |
| 1     | Bernhard Tritscher | Sc Saalfelden         | 50:58,2 min |
| 2     | Markus Bader       | SC Waidring           | 51:13,3 min |
| 3     | Luis Stadlober     | SC Sparkasse Radstadt | 51:28,9 min |
| 4     | Max Hauke          | WSV Liezen            | 51:43,8 min |
| 5     | Felix Deiser       | SVG Hohe Wand         | 52:43,7 min |
| 6     | Tobias Habenicht   | TUS Klagenfurt        | 52:44,2 min |
| 7     | Alessandro Carlet  |                       | 52:53,4 min |
| 8     | Simon Kugler       | Union Liebenau        | 52:59,5 min |
| 9     | Stefano Zanotto    |                       | 53:06,9 min |
| 10    | Michael Henning    | Deutschland           | 53;07,8 min |

Datum: 16. August 2015 auf dem Salzburgring 

Es waren 45 Läufer am Start. 

### 9 km Skiroller Berglauf
| Platz | Name                    | Verein                  | Zeit         |
| ----- | ----------------------- | ----------------------- | ------------ |
| 1     | Andreas Katz            | Deutschland             | 32:59,88 min |
| 2     | Bernhard Tritscher      | Sc Saalfelden           | 33:47,27 min |
| 3     | Luis Stadlober          | SC Sparkasse Radstadt   | 34:12,75 min |
| 4     | Alexander Gotthalmseder | SC Waldzell             | 35:55,79 min |
| 5     | Kevin Plessnitzer       | WSV Ramsau am Dachstein | 36:07,29 min |
| 6     | Markus Bader            | SC Waidring             | 36:13,87 min |
| 7     | Tobias Habenicht        | TUS Klagenfurt          | 36:38,33 min |
| 8     | Benjamin Moser          | SV Achensee             | 36:44,85 min |
| 9     | Fabian Kattnig          | SU Rosenbach            | 36:57,39 min |
| 10    | Philipp Leodolter       | SC Hohenzell            | 37:24,87 min |

Datum: 12. September 2015 am Gaisberg 

Es waren 37 Läufer am Start. Ausländische Teilnehmer erhielten keine Medaillen. 

## Ergebnisse Frauen

### Sprint Freistil
| Platz | Name               | Verein               |
| ----- | ------------------ | -------------------- |
| 1     | Nathalie Schwarz   | SU Raika Zwettl      |
| 2     | Jasmin Berchtold   | SC Egg               |
| 3     | Lisa Achleitner    | LLC Region Angerberg |
| 4     | Barbara Walchhofer | USC Altenmarkt       |
| 5     | Julia Pfennich     | SC Maishofen         |
| 6     | Sabrina Brandl     | USC Lilienfeld       |

Datum: 18. März in Seefeld 

### 5 km klassisch Einzel
| Platz | Name              | Verein                 | Zeit         |
| ----- | ----------------- | ---------------------- | ------------ |
| 1     | Teresa Stadlober  | SC Sparkasse Radstadt  | 12:16,7 min. |
| 2     | Anna Stojan       | Kasachstan             | 12:40,2 min. |
| 3     | Nathalie Schwarz  | SU Raika Zwettl        | 12:50,8 min. |
| 4     | Tetjana Antypenko | Ukraine                | 12:55,9 min. |
| 5     | Irina Bykowa      | Kasachstan             | 12:56,4 min. |
| 6     | Kateryna Serdjuk  | Ukraine                | 13:00,7 min. |
| 7     | Angelina Schuryga | Kasachstan             | 13:09,5 min. |
| 8     | Annika Taylor     | Vereinigtes Königreich | 13:12,8 min. |
| 9     | Lisa Unterweger   | SC Rottenmann          | 32:19,8 min. |
| 10    | Maryna Anzybor    | Ukraine                | 13:16,8 min. |

Datum: 30. Januar in Saalfelden 

Es waren 51 Läufer am Start. Ausländische Teilnehmer erhielten keine Medaillen.

### 5 km Verfolgung
| Platz | Name              | Verein                 | Zeit         |
| ----- | ----------------- | ---------------------- | ------------ |
| 1     | Teresa Stadlober  | SC Sparkasse Radstadt  | 24:11,9 min. |
| 2     | Nathalie Schwarz  | SU Raika Zwettl        | 24:49,9 min. |
| 3     | Tetjana Antypenko | Ukraine                | 24:56,3 min. |
| 4     | Anna Stojan       | Kasachstan             | 25:02,2 min. |
| 5     | Annika Taylor     | Vereinigtes Königreich | 25:02,5 min. |
| 6     | Maryna Anzybor    | Ukraine                | 25:03,9 min. |
| 7     | Irina Bykowa      | Kasachstan             | 25:06,6 min. |
| 8     | Kateryna Serdjuk  | Ukraine                | 25:12,4 min. |
| 9     | Angelina Schuryga | Kasachstan             | 25:21,2 min. |
| 10    | Lisa Unterweger   | SC Rottenmann          | 25:29,8 min. |

Datum: 31. Januar in Saalfelden 

Es waren 45 Läufer am Start. Ausländische Teilnehmer erhielten keine Medaillen.

### 15 km Freistil Massenstart
| Platz | Name                | Verein               | Zeit         |
| ----- | ------------------- | -------------------- | ------------ |
| 1     | Nathalie Schwarz    | SU Raika Zwettl      | 40:23,8 min. |
| 2     | Jasmin Berchtold    | SC Egg               | 42:23,9 min. |
| 3     | Barbara Walchhofer  | USC Altenmarkt       | 43:04,5 min. |
| 4     | Julia Pfennich      | SC Maishofen         | 43:30,6 min. |
| 5     | Anna-Maria Schreder | HSV Hochfilzen       | 45:31,4 min. |
| 6     | Lisa Achleitner     | LLC Region Angerberg | 46:08,5 min. |
| 7     | Barbara Laner       | Kitzbüheler Ski Club | 53:41,9 min. |
| 8     | Sabrina Brandl      | USC Lilienfeld       | 54:36,3 min. |

Datum: 19. März in Seefeld 

### 17 km Skiroller
| Platz | Name                | Verein                | Zeit        |
| ----- | ------------------- | --------------------- | ----------- |
| 1     | Veronika Mayerhofer | SC Bad Gastein        | 31:16,5 min |
| 2     | Teresa Stadlober    | SC Sparkasse Radstadt | 32:51,7 min |
| 3     | Nathalie Schwarz    | SU Raika Zwettl       | 33:00,3 min |
| 4     | Jasmin Berchtold    | SC Egg                | 33:40,3 min |
| 5     | Theresa Roseneder   | SC Göstling           | 34:55,9 min |

Datum: 16. August 2015 auf dem Salzburgring

### 6,5 km Skiroller Berglauf
| Platz | Name                 | Verein                | Zeit         |
| ----- | -------------------- | --------------------- | ------------ |
| 1     | Nathalie Schwarz     | SU Raika Zwettl       | 25:33,76 min |
| 2     | Anna Seebacher       | SC Sparkasse Radstadt | 25:56,17 min |
| 3     | Lisa Achleitner      | LLC Region Angerberg  | 26:17,45 min |
| 4     | Barbara Walchhofer   | USC Altenmarkt        | 26:32,77 min |
| 5     | Jasmin Berchtold     | SC Egg                | 26:48,83 min |
| 6     | Julia Pfennich       | USK Maishofen         | 26:52,26 min |
| 7     | Lisa Unterweger      | SC Rottenmann         | 27:36,99 min |
| 8     | Magdalena Maierhofer | SC Leogang            | 32:55,78 min |

Datum: 12. September 2015 am Gaisberg